# قاعدة بيتوفيك الفضائية
قاعدة ثول الجوية (بالإنجليزية: Thule Air Base)‏ وتعرف أحياناً بـ مطار بيتوفيك (بالإنجليزية: Pituffik Airport)‏، هي قاعدة جوية عسكرية تابعة للقوات الجوية الأمريكية. تقع على بعد 1207 كيلومتر (750 ميل) شمال الدائرة القطبية الشمالية، وعلى بعد 1524 كيلومتر (947 ميل) جنوب القطب الشمالي، وهي بذلك تقع في شمال غرب جرينلاند، وتحديداً في بيتوفيك. وتقع على بعد حوالي 885 كيلومتراً (550 ميل) شرق القطب الشمالي المغناطيسي.

## المناخ
يظهر الجدول التالي التغييرات المناخية على مدار السنة لقاعدة ثول الجوية:
| البيانات المناخية لـقاعدة ثول الجوية                          | البيانات المناخية لـقاعدة ثول الجوية | البيانات المناخية لـقاعدة ثول الجوية | البيانات المناخية لـقاعدة ثول الجوية | البيانات المناخية لـقاعدة ثول الجوية | البيانات المناخية لـقاعدة ثول الجوية | البيانات المناخية لـقاعدة ثول الجوية | البيانات المناخية لـقاعدة ثول الجوية | البيانات المناخية لـقاعدة ثول الجوية | البيانات المناخية لـقاعدة ثول الجوية | البيانات المناخية لـقاعدة ثول الجوية | البيانات المناخية لـقاعدة ثول الجوية | البيانات المناخية لـقاعدة ثول الجوية | البيانات المناخية لـقاعدة ثول الجوية |
| الشهر                                                         | يناير                                | فبراير                               | مارس                                 | أبريل                                | مايو                                 | يونيو                                | يوليو                                | أغسطس                                | سبتمبر                               | أكتوبر                               | نوفمبر                               | ديسمبر                               | المعدل السنوي                        |
| ------------------------------------------------------------- | ------------------------------------ | ------------------------------------ | ------------------------------------ | ------------------------------------ | ------------------------------------ | ------------------------------------ | ------------------------------------ | ------------------------------------ | ------------------------------------ | ------------------------------------ | ------------------------------------ | ------------------------------------ | ------------------------------------ |
| متوسط درجة الحرارة الكبرى °ف (°م)                             | −2.2 (−19.0)                         | −5.1 (−20.6)                         | −4.2 (−20.1)                         | 9.0 (−12.8)                          | 27.3 (−2.6)                          | 39.6 (4.2)                           | 45.3 (7.4)                           | 43.2 (6.2)                           | 33.1 (0.6)                           | 19.9 (−6.7)                          | 8.8 (−12.9)                          | 0.0 (−17.8)                          | 17.9 (−7.8)                          |
| متوسط درجة الحرارة الصغرى °ف (°م)                             | −16.6 (−27.0)                        | −19.1 (−28.4)                        | −18.0 (−27.8)                        | −5.8 (−21.0)                         | 16.5 (−8.6)                          | 30.7 (−0.7)                          | 35.8 (2.1)                           | 34.9 (1.6)                           | 24.8 (−4.0)                          | 9.0 (−12.8)                          | −4.2 (−20.1)                         | −13.0 (−25.0)                        | 6.2 (−14.3)                          |
| الهطول إنش (مم)                                               | 0.2 (5.1)                            | 0.2 (5.1)                            | 0.2 (5.1)                            | 0.2 (5.1)                            | 0.3 (7.6)                            | 0.3 (7.6)                            | 0.7 (18)                             | 1.0 (25)                             | 0.7 (18)                             | 0.5 (13)                             | 0.4 (10)                             | 0.3 (7.6)                            | 5.0 (130)                            |
| المصدر: http://www.climate-charts.com/Locations/g/GL04202.php |                                      |                                      |                                      |                                      |                                      |                                      |                                      |                                      |                                      |                                      |                                      |                                      |                                      |